# Gmina Viškovo
Gmina Viškovo (chorw. Općina Viškovo) – gmina w Chorwacji, w żupanii primorsko-gorskiej. W 2021 roku liczyła 16 972 mieszkańców, a 10 lat wcześniej 14 445 mieszkańców.